# Радім Нечас
Радім Нечас (чеськ. Radim Nečas, нар. 26 серпня 1969, Валтіце) — чехословацький, а потім чеський футболіст, що грав на позиції півзахисника. По завершенні ігрової кар'єри — тренер.

## Клубна кар'єра
У дорослому футболі дебютував 1987 року виступами за команду «Банік», в якій провів п'ять сезонів, взявши участь у 133 матчах чемпіонату. Більшість часу, проведеного у складі «Баніка», був основним гравцем команди. За цей час 1989 року став з командою володарем Кубка Мітропи, а 1991 року виборов титул володаря Кубка Мітропи.
В липні 1992 року за 25 мільйонів крон перейшов у столичну «Славію» ставши другим після Драгиши Бинича найдорожчим гравцем чехословацької ліги. З клубом став віце-чемпіоном Чехословаччини (1992/93), а наступного року віце-чемпіоном Чехії (1993/94).
Згодом з 1994 року став грати за «Уніон» (Хеб), а в грудні 1995 року відправився закордон і недовго грав за грецький клуб"Шкода Ксанті". Через півроку він повернувся до Чехії і став грати за «Яблонець», з якою здобув Кубок Чехії 1997/98.
2000 року знову недовго пограв за «Славію», а завершив ігрову кар'єру у нижчолігових клубах «Хрудім» та «Вікторіє» (Їрні), де виступав протягом 2002—2006 років.

## Виступи за збірні
Протягом 1989—1992 років залучався до складу молодіжної збірної Чехословаччини, з якою став чвертьфіналістом молодіжного чемпіонату Європи 1992 року. На молодіжному рівні зіграв у 27 офіційних матчах, забив 5 голів.
8 травня 1995 року дебютував в офіційних іграх у складі національної збірної Чехії в товариському матчі зі Словаччиною (1:1). Протягом кар'єри у національній команді, яка тривала 6 років, провів у формі головної команди країни лише 4 матчі і 2000 року виграв з командою товариський Кубок Карлсберга 2000 року.

## Кар'єра тренера
Розпочав тренерську кар'єру відразу ж по завершенні кар'єри гравця, 2006 року, очоливши тренерський штаб клубу «Богеміанс». Втім Радім був звільнений лише після п'яти матчів, в яких здобув лише одну перемогу.
В подальшому став працювати асистентом, допомагаючи спочатку Любошу Закостельському в «Чаславі», згодом Міхалу Заху, а потім і його наступнику Ладіславу Шкорпілю в «Словані» (Ліберець).
У лютому 2010 року очолив словацьку «Сеницю», з якою у сезоні 2009/10 зайняв шосте місце, після чого повернувся на батьківщину, де з перервами до 2013 року очолював нижчолігову команду «Арсенал» (Чеська Липа)
У жовтні 2013 року очолив чорногорський «Дечич», але команда виступала вкрай невдалі і незабаром Радім повернувся на батьківщину, працюючи з нижчоліговим клубом «Колін», з яким підвищився у класі і вийшов до другого за рівнем дивізіону країни.
У сезоні 2014/2015 він тренував Таборско. З літа 2015 року він був головним тренером «Фотбал» (Тршинець). Влітку 2016 року він став помічником Даніеля Шмейкаля в «Тепліце».

## Титули і досягнення
- Володар Кубка Чехословаччини (1):

«Банік»: 1990—91
- Володар Кубка Чехії (1):

«Яблонець»: 1997-98
- Володар Кубка Мітропи (1):

«Банік»: 1988–89

## Особисте життя
Має сина Радіма (нар. 1988), який також став професійним футболістом.